# 人生、いろどり
『人生、いろどり』（じんせい、いろどり）は、2012年9月15日に公開された日本映画。
徳島県上勝町における、農協職員と高齢者の女性を中心として、町で採集した植物の葉などを料理店で使用される「つまもの」として販売するビジネスで成功を収めた「彩（いろどり）事業」の軌跡を描いた。
第37回湯布院映画祭の特別試写作品としてお披露目され、先行上映された徳島県内2館の観客動員は、公開2週間で1万人を突破した。東京ではシネスイッチ銀座のみの単館公開ながらミニシアターランキング（興行通信社調べ）において2週連続1位を記録する好稼働を記録した。
国際映画祭における英題は、『It's a Beautiful Life - IRODORI』。キャッチコピーは「もうヒトハナ、咲かそ。」。

## あらすじ
山深い過疎の町・上勝町で暮らす高齢女性・徳本薫は夫・輝雄とみかん農家をしていたが、その年は冷害のせいでみかんが取れなかった。JA（農協）職員・江田晴彦から他の農作物を作るよう助言を受けた薫たちは畑仕事をするが収穫物の売れ行きは悪く、他のみかん農家も頭を悩ませる。ある日隣町で外食した晴彦が別席の女性が料理のつまものの葉を「綺麗だから持って帰る」と話すのを耳にする。
薫は都会から親友・尾関路子が帰郷し、雑貨屋を営む親友・石本花恵の3人で再会を喜んでいた所偶然そこに晴彦が現れる。晴彦が前日のつまものを持ち帰った女性の話をすると、薫たちから「そんな葉っぱ周りにいくらでも生えている」と告げられる。これにひらめいた晴彦は翌日地元農家を集めて葉っぱを売る仕事を提案するが、輝雄たち男衆から「葉っぱなんて売れない」と馬鹿にされてしまう。しかし会合後花恵が「やってみたい」と言い出し、巻き込まれた薫は晴彦と3人で“葉っぱビジネス”を始めることに。
徳本家の山で葉っぱを集めた3人はパック詰めして「上勝葉っぱ」として青果市場でセリにかけるが全く売れない。花恵の提案で実際のつまものを見るため薫・路子・晴彦と料亭に向かうが、その頃輝雄は独断で畑を潰してうなぎの養殖を始めることに。つまものが料理を引き立てることを実感した薫は、女将と料理人に必死に頼んで葉っぱについて教えてもらう。薫たちは季節を先取りした葉を種類や大きさで選別してパック詰めし、再び市場のセリに出すと初めて葉っぱが売れる。
その後路子や他の農家の女たちも仲間に加わり順調に売上を伸ばしていき、薫は苗木用のビニールハウスを建てて充実した毎日を過ごす。“葉っぱビジネス”の団体名を“いろどり”と名付けると、後日「上勝葉っぱ」がテレビで取り上げられ知名度が上がる。しかしある日輝雄がうなぎの養殖に失敗し、薫はその費用の穴埋めに山を売ることを告げられてしまう。
落ち込んだ薫を見た花恵は路子と3人でおしゃれをして街に出かけるが、その頃薫のビニールハウスが火事で焼けてしまう。薫はショックを受けるが花恵と路子から励まされて元気を取り戻し、晴彦が必死に輝雄を説得して山を売らず薫が“いろどり”を続けることを許してもらう。その後薫はビニールハウスを建て直し、桜の花が咲く頃結婚が決まった晴彦を町の皆で祝福するのだった。

## キャスト
徳本薫
演 - 吉行和子
みかん農家だが今年はみかんが不作なため、生活の足しにしようと大根やわけぎなどの農作物を細々と作っている。どちらかと言うと内気でいざという時に物事を決められない性格で、これまで輝雄の言うことに素直に従い暮らしてきた。ちなみに輝雄との結婚も花恵の後押しにより決まった。その後葉っぱビジネスの団体名“いろどり”の命名者となる。徳本家の山の一画に、家族一人ひとりに一本ずつそれぞれ違う種類の木の苗木を植えてきた。
石本花恵
演 - 富司純子
薫の親友。パンや日用雑貨などを販売する個人商店を営んでいる。夫に先立たれて一人暮らししており、息子家族は都会で暮らしている。サバサバした性格の姉御肌で弱気な薫によく助言や行動の後押しをしているが、負けん気が強く輝雄にも対等に意見を言えるが時に周りの人を挑発することも言ってしまうことがある。息子家族が実家に遊びに来るのを楽しみにしており、普段は一人暮らしの寂しさを感じているが、薫たちの前ではそういう素振りを見せず明るく振る舞っている。手先が器用で、不要になった鯉のぼりをアレンジして孫の服を作ったり余った葉っぱで笹舟などちょっとした飾りを作る。
尾関路子（みちこ）
演 - 中尾ミエ
薫の親友。実家を出て都会で暮らしていたが冒頭で数年ぶりに帰郷して母親と暮らし始める。薫たちには中学校教師をしていると言っているが、実は中学校の用務員ということを隠している。何年か前に離婚しており現在は独身。好きな花は、桔梗。薫によると「幼馴染の中で一番の出世頭」と評されているが、花恵からは「同級生より優れていることを鼻にかけている所がある」と評されている。植物の知識をそこそこ持っている。
江田晴彦
演 - 平岡祐太
30歳前後のJA職員。上勝町の農家を担当し、薫たち地元農家が収穫した農作物を青果市場に卸したり新しい品種作りを提案するなどしている。上勝町以外の出身者でまだ若手職員なため、輝雄たち農家の男から若造扱いされたり、「仕事が嫌になったらこの町から出ていけばいい」などと辛辣なことを言われている。人当たりはよく熱意はありながら、いまいち意気地のない性格で農家の男たちの前では自分の意見を強く言えず彼らのいない所で愚痴っている。薫たちと上勝葉っぱを売るビジネスを始める。

### 上勝町の主な人たち
徳本輝雄
演 - 藤竜也
薫の夫。地元の他の農家の男たちと同じく頑固な性格でプライドが高く、自分本位な言動をしている。みかんの農作業はしていたが、晴彦から代わりに作るよう言われた作物の畑仕事は「これはわしがやる仕事じゃない」と言って手伝おうとしない。後日親しい2人の男とため池を作ってうなぎの養殖を始めようとする。薫が葉っぱビジネスで失敗して恥をかかないよう反対する。これまで養豚、原木しいたけなどの仕事に手を出しては失敗してきた。趣味は釣り。
徳本輝之
演 - 戸次重幸
薫と輝雄の息子。町外にある会社で働いているが、近々実家を出て会社を広げて介護福祉施設を造ることを考えている。うだつの上がらない生活のせいで不機嫌でいることが多い。煩わしいことが嫌いな性格で、年寄りの薫と輝雄には余計なことをせず大人しく暮らしてほしいと思っている。
徳本紗代子
演 - 粟田麗
輝之の妻。経済的にあまり余裕がないため、輝之との子作りを控えている。主婦業の傍ら外に働きに出ている。薫との嫁姑関係は良いが過疎地での生活にやや不満を感じている。後日葉っぱを集め始めた薫に連れられて徳本家の山に入り、義母が植えてきた家族の木について話を聞く。
菅谷茂
演 - 螢雪次朗
花恵からは「しげさん」と呼ばれている。猟師をしており時々山に棲む鹿などを捕まえては花恵たちに鹿肉を分けるなどしている。ある日花恵から薫や路子との外出に一緒に来るよう誘われて料亭での食事や街での買い物に付きそう。
尾関ツヤ子
演 - 佐々木すみ江
路子の母。数日前に腰を痛めて一時的に日常生活がしづらくなったため、心配して帰宅した路子の助けを借りて暮らし始める。亡き夫は元花木(かぼく)農家で、生花や観賞用の木を切って卸していた。後日苗木を育てるためのビニールハウスを欲していた薫に、自身が所有しながらも遊ばせていた土地を提供する。
針木
演 - 大杉漣（特別出演）
上勝町の住人。高齢の母と暮らしていたが、冒頭で上勝町での生活に不安を感じて「色々お世話になりました」と薫に告げて町を出ていく。1年ほど経った頃薫と再会する。

### 上勝町以外の地域に住む主な人たち
石立裕香（ゆか）
演 - 村川絵梨
晴彦の仕事関係者。青果市場の仲買人で、上勝町などで作られた農作物を卸売市場で買って小売店や飲食店に卸している。気が強く率直な物言いが特徴で、愚痴っぽく言い訳をする男は嫌い。晴彦に頼まれてせりに出された上勝葉っぱ一応買うが売り物にならず返品する。また後日「料亭で食事をしたい」という彼のために顔なじみの女将に予約を入れるが、食事の席で彼がトラブルを起こしたため文句を言う。
浦田
演 - 池田成志
青果市場で働き、せりでは「せり人」(仲買人たちの前に立って商品の売買交渉を仕切る人)を担当。独身。晴彦と裕香の兄貴分のような存在でたまに2人を連れて居酒屋に飲みに行く。市場では晴彦に頼まれて葉っぱをせりに出すが、買い手がないため一パック10円で売ろうとする。
料亭の女将
演 - キムラ緑子
作中で薫たちが行く料亭を切り盛りしている。仲卸の裕香の取引先の一つで、彼女を「お嬢さん」と呼び親しくしている。仲居から「お客様(薫たち)が料理のつまものに何かをしている」との話を聞いて、板前と共に座敷に訪れて薫たちから何か不手際があったのかと思い話を伺う。仕事柄品のある振る舞いをしているが、相手によって見下すような態度をしたり嫌味を言うことがある。
花恵の息子
演 - 眞島秀和
実家を出て妻や2人の息子と暮らしている。花恵と電話や手紙などでやり取りしており店を畳んで老人ホームへの入居を勧めている。後日花恵から“いろどり”の仕事の話を聞かされるようになり、家族と共に実家に一時帰宅する。

## スタッフ
- 監督 - 御法川修
- 脚本・プロデューサー - 西口典子
- エグゼクティブプロデューサー - 原田知明
- 共同プロデューサー - 筒井竜平／松本整
- アソシエイトプロデューサー - 久保美夏／大畑利久
- ラインプロデューサー - 平体雄二
- 撮影 - 石井勲
- 美術 - 金勝浩一
- 照明 - 大坂章夫
- 録音 - 加来昭彦／田中博信
- 編集 - 山中貴夫
- 整音 - 矢野正人
- 助監督 - 茂木克仁
- コスチュームディレクター - 安野ともこ
- ヘアメイク - 吉野節子／小林真由
- 音楽 - 水谷広実
- 主題歌 - 原由子 「ヘヴン」（タイシタレーベル／ビクターエンタテインメント）
- 製作 - 『人生、いろどり』製作委員会（アミューズ／C&Iエンタテインメント／ショウゲート／衛星劇場／花鳥風月／ネスト／ワンダーラボラトリー／関西テレビ放送／HORIZON）
- 企画 - アミューズ
- 制作プロダクション - C&Iエンタテインメント
- 配給 - ショウゲート
- 参考文献 - 横石知二『そうだ、葉っぱを売ろう!』（ソフトバンククリエイティブ）ISBN 978-4797340655